# Gemeentelijk Sportpark Tilburg
Der Gemeentelijk Sportpark Tilburg (deutsch Gemeindesportpark Tilburg) war ein Sportpark mit Fußballstadion in der niederländischen Gemeinde Tilburg, Provinz Nordbrabant. Es war von 1924 bis 1992 die Heimspielstätte des Fußballvereins Willem II Tilburg. Es bot bis zu 25.000 Zuschauern Platz.

## Geschichte
Die Entstehung des Gemeentelijk Sportpark geht u. a. auf ein neues Arbeitsgesetz von 1919 zurück, dass die sehr langen Arbeitszeiten abschaffte. Die Arbeiter sollten ihre neugewonnene Freizeit nicht in Kneipen mit Alkohol verbringen. Angesehene Bürger der Stadt gründeten 1919 unter der Leitung von Ruud de Grood den Tilburgsche Sportpark, um den Leuten andere Freizeitaktivitäten zu bieten und sie auf den „richtigen Weg“, weg vom Alkohol, zu führen. Man wollte die Arbeiter mit Sportunterricht nach katholischen Grundsätzen fördern. 1920 wurde ein etwa vier Hektar großes Gelände am Goirlese Weg ausgewählt. Am 30. März des Jahres wurde beim Bürgermeister und den Stadträten der Antrag gestellt, das Gelände mit einem Zaun einzufrieden. Die Anlage wurde von Jan van der Valk entworfen. Die Kosten des Sportparks lagen bei etwa 110.000 Gulden. Er bot zunächst u. a. Fußballfelder, Tennisplätze und Turnanlagen sowie eine Umkleidekabine und Lagerräume. Die beiden Tilburger Vereine RKTVV und TSV NOAD spielten als erstes Fußball im Sportpark. Die erste Fußballpartie bestritt 1920 der TSV NOAD gegen den MVV Maastricht. 1921 wurde die Anlage mit einer Tribüne und einem Restaurant ergänzt. 1923 verließen beide Clubs den Sportpark. Das Stadion erhielt an allen vier Seiten einen Zuschauerrang und ab 1924 nutze Willem II Tilburg die Spielstätte. Das erste Spiel von Willem gegen Rotterdam endete vor 6000 Zuschauern mit einem 6:2-Sieg der neuen Hausherren. In den 1920er und 1930er Jahren fanden neben dem Fußball auch weitere Veranstaltungen wie Ausstellungen, Bienenmärkte oder Turnfeste statt.
Nach dem Zweiten Weltkrieg war die Anlage stark heruntergekommen. Das verbaute Holz wurde als Brennholz zum Heizen genommen. Zunächst stand ein Wiederaufbau im Raum. 1946 beschloss die Stadt den Sportpark neu zu bauen. Die Aufgabe erwies sich als schwierig, da Baumaterialien zu dieser Zeit knapp waren und die Kosten über eine Mio. Gulden lagen.
1947 wurde der Rasen auf dem Spielfeld gesät. Anfang 1948 konnte er bespielt werden. Der neue Park umfasste neben dem Stadion eine Tennisanlage mit 12 Plätzen sowie fünf Spielfelder für Feldhockey, Korfball und Fußball.
Das Fußballstadion erhielt eine Leichtathletikanlage, die im Winter als Eisbahn genutzt wurde. Es dauerte bis 1957, bis die geplante Haupttribüne mit Sitzplätzen und Dach fertiggestellt wurde. 1961 ergänzten weitere Spielfelder den Sportpark. 1966 kam die Sporthalle Stadssporthal hinzu. Willem II stieg zur Saison 1979/80 in die höchste Spielklasse, die Eredivisie, auf. Das Bauunternehmen Ballast Nedam wandte sich an die Stadt, wegen der Möglichkeiten zum Bau eines neuen Stadions. Die Stadt Tilburg zeigte aber kein großes Interesse daran. Das Stadion wurde 1982 mit einer Flutlichtanlage ausgerüstet. 1988 wurden Stimmen laut, dass das Stadion seit einigen Jahren nicht mehr den Anforderungen von Sponsoren und Fans entspricht. Eine Bedingung für den Bau eines Fußballstadions ohne Leichtathletikanlage war die Mitfinanzierung durch den Verein Willem II. Nach dem Bau einer neuen Leichtathletikanlage für die Atletiekvereniging Attila (ATletiek TILburg Aaneen) im Jahr 1989, südöstlich des Stadions, war der Weg frei. 1993 wurde die alte Spielstätte abgerissen, um Platz für das neue König-Wilhelm-II.-Stadion zu machen.